# St. Louis Blues
Die St. Louis Blues (IPA: [seɪnt ˈluːɪs bluːz]) sind ein US-amerikanisches Eishockeyfranchise der National Hockey League aus St. Louis, Missouri. Es wurde am 5. Juni 1967 gegründet und nahm zum Beginn der Saison 1967/68 den Spielbetrieb auf. Die Teamfarben sind Blau, Gold, Dunkelblau und Weiß. Das Team ist benannt nach dem Jazz-Titel St. Louis Blues von W. C. Handy.
Die Blues tragen ihre Heimspiele im Enterprise Center aus und gingen aus der großen Erweiterung der Liga vor der Saison 1967/68 hervor, als die Teilnehmerzahl von sechs auf zwölf aufgestockt wurde. St. Louis erwies sich früh als das fähigste Franchise der Expansion und sicherte sich den Platz als Finalteilnehmer gegen eines der älteren Franchises, das sich jedoch dreimal in Folge als zu stark erwies. Nach vielen Jahren im oberen Drittel der Liga – geprägt von der aufeinanderfolgenden, 24-maligen Qualifikation für die Playoffs zwischen 1980 und 2003 sowie der zwischenzeitlichen Etablierung als Titelkandidat zum Ende der 1990er Jahre – fiel das Team in ein Loch. Der Gewinn des prestigeträchtigen Stanley Cup gelang der Mannschaft schließlich erstmals in der Saison 2018/19.

## Geschichte

### Frühe Geschichte (1967–1970)
1967 wurden die St. Louis Blues als eines von sechs neuen Franchises neben den Minnesota North Stars, den Los Angeles Kings, den Philadelphia Flyers, den Pittsburgh Penguins und den California Seals in die NHL aufgenommen, die damit die Anzahl der an ihr teilnehmenden Mannschaften von den Original Six auf zwölf verdoppelte. Die ersten Besitzer der Mannschaft waren der Versicherungs-Manager Sid Salomon Jr., sein Sohn Sid Salomon III. sowie Robert L. Wolfson, die das Franchise im Jahr zuvor gegründet hatten. Sid Salomon III. renovierte zunächst die 38 Jahre alte St. Louis Arena, deren Kapazität daraufhin von 12.000 auf 15.000 vergrößert wurde.
Zunächst wurden die Blues von Lynn Patrick trainiert, der jedoch schon bald durch Scotty Bowman ersetzt wurde. Obwohl fast sämtliche Star-Spieler bei den Original Six verblieben waren, schaffte es das Team dennoch, in den ersten drei Jahren ihres Bestehens die Playoffs zu erreichen. Spieler wie Doug Harvey, Don McKenney, Dickie Moore, die beiden Torhüter-Veteranen und Gewinner der Vezina Trophy Glenn Hall und Jacques Plante sowie Jim Roberts, Bob und Barclay Plager schafften es schon bald, dem Heimstadion der Blues den Ruf einer der lautesten Arenen der gesamten Liga zu beschaffen, ein Ruf, den die St. Louis Arena bis zu ihrer Ausmusterung innehatte.

### Probleme im neuen Jahrzehnt (1970–1977)
Die frühen Erfolge der 1960er konnten die Blues im folgenden Jahrzehnt jedoch nicht fortsetzen, auch, weil das Playoff-Format geändert wurde und die Chicago Black Hawks in die Western Division verschoben wurden, um deren Qualität zu verbessern. Zudem wechselte Trainer Bowman, ein Garant des Erfolges, zu den Montreal Canadiens, ihm folgten die Spieler Hall, Plante, Goyette und auch Red Berenson, die sich alle anderen Vereinen anschlossen oder ihre aktive Karriere beendeten. Im Tausch gegen Berenson erhielten die Blues immerhin Garry Unger, Star-Center der Detroit Red Wings, der in acht aufeinander folgenden Spielzeiten jeweils mehr als 30 Tore erzielen konnte, was einen neuen NHL-Rekord darstellte.
Dennoch verpassten die St. Louis Blues in der Saison 1973/74 zum ersten Mal in der Franchisegeschichte die Playoffs, nach einer Reformation des Divisionssystems wurde das Team schließlich in die Smythe Division verschoben. Auch diese Division gehörte zunächst zu den schwächer besetzten, sodass die Blues 1976/77 noch einmal in diesem Jahrzehnt die Playoffs erreichen konnten. Zu der folgenden sportlichen Misere kamen zudem finanzielle Probleme, die die Salomons dazu zwangen, das Teampersonal auf drei Angestellte zu verkleinern, sodass Emile Francis den Posten des Präsidenten, des General Managers und des Trainers einnehmen musste.

### Die Ära Purina (1977–1983)
1977 fanden die Salomons mit dem Tiernahrungs-Giganten Ralston Purina einen neuen Besitzer der St. Louis Blues. Dieser benannte die Arena in „Checkerdome“ um und gab zudem den beiden anderen Teilhabern Francis und Wolfson die Garantie, dass die Blues auch in Zukunft in St. Louis verbleiben würden. Nachdem das Team die Saison im Vorjahr mit dem noch heute gültigen Negativrekord von nur 18 Siegen beendete, erreichten die Blues schon 1980 wieder die Playoffs. Es sollte die erste von 25 aufeinander folgenden Teilnahmen sein. Der Aufwärtstrend setzte sich auch in der folgenden Saison fort, als die Blues, angeführt von Wayne Babych, dem späteren Hall of Famer Bernie Federko, Brian Sutter und Torhüter Mike Liut die Finalrunde mit 45 Siegen und 107 Punkten erreichten. Diesen Erfolg konnte die Mannschaft jedoch nicht in den Playoffs umsetzen, dort scheiterten die Blues in der zweiten Runde an den New York Rangers.
In seiner Zeit als Besitzer verlor Ralston Purina jährlich geschätzte 1,8 Millionen US-Dollar, er setzte sein Engagement jedoch aus Verantwortungsbewusstsein gegenüber dem Club fort. Als jedoch R. Hal Dean, Vorstandsvorsitzender der Purina Gruppe, im Jahr 1983 in Rente ging und sein Nachfolger sich wieder mehr auf das Tiernahrungsgeschäft konzentrierte, wurden die Blues erneut zum Verkauf angeboten. Gekauft wurde das Franchise schließlich von Bill Hunter, dem Gründer der WHA und den Edmonton Oilers. Hunter wollte das Team ins kanadische Saskatoon umsiedelten, dies scheiterte jedoch am Veto der NHL, die den starken Absatzmarkt St. Louis nicht verlieren wollte. Daraufhin nahm Hunter die Blues aus dem Ligenbetrieb, dies änderte sich erst wieder als Harry Ornest, ein Geschäftsmann aus Los Angeles, das Team übernahm. Ornest schlug daraufhin einen neuen Sparkurs ein und benannte den „Checkerdome“ umgehend wieder in „St. Louis Arena“ um.

### Weg zu einer neuen Arena (1983–1996)
Obwohl die Blues in der Folgezeit nur 26 Spieler unter Vertrag hatten, was weit unter dem NHL Durchschnitt von 60 Spielern pro Team lag, erreichte das Team konsequent die Playoffs. In dieser Zeit wurde Doug Gilmour, ausgewählt im NHL Entry Draft 1982, zum neuen Star des Franchises. Dennoch schafften es die Blues nicht, junge, aufstrebende Spieler im Team zu halten, so verließen Rob Ramage und später auch Gilmour die Mannschaft in Richtung Calgary Flames.
1985/86 erreichten die Blues das Playoff-Halbfinale gegen ebendiese Flames. Dort besiegelte Doug Wickenheiser mit einem Overtime-Tor im sechsten Spiel einen der Höhepunkte in der Teamgeschichte, welcher heute als „Monday Night Miracle“ bekannt ist und der den Blues das alles entscheidende siebte Spiel ermöglichte. Dieses wurde allerdings mit 1–2 verloren. Nach der Saison verkaufte Harry Ornest das Franchise an eine Gruppe um den Geschäftsmann Michael Shanahan.
In den späten 1980er und den frühen 1990er erreichten die Blues zwar immer wieder die Playoffs, größere Erfolge konnten sie dort jedoch nicht feiern, obwohl General Manager Ron Caron Spieler wie Brett Hull, Adam Oates, Curtis Joseph, Brendan Shanahan und Al MacInnis verpflichten konnte. Dennoch beschloss ein Konsortium aus 19 Unternehmen, dem Bau einer neuen Arena zuzustimmen. Das Kiel Center, das inzwischen den Namen Scottrade Center trägt, wurde 1994 eröffnet.
Brett Hull, „The Golden Brett“, wurde während seines Engagements in St. Louis zu einem der Superstars der Liga, in der Saison 1990/91 schoss er beispielsweise 86 Saisontore, was bis heute die drittbeste Quote in der gesamten NHL-Geschichte darstellt. Besser war nur Wayne Gretzky, der selber 1996 kurz für die Blues spielte, in der Saison 1981/82 mit 92 bzw. 1982/83 mit 87 Toren. Die Blues schlossen die Saison 1990/91 als drittbestes Team ligaweit ab, wieder kam man jedoch nicht über die zweite Playoff-Runde heraus.

### Von der Presidents’ Trophy zum Boden der Liga (1997–2006)
1994 wurde Mike Keenan als General Manager und Trainer verpflichtet. Zu den von ihm durchgeführten Veränderungen gehörte auch der Abgang der Fan-Lieblinge Brendan Shanahan und Curtis Joseph sowie die Verpflichtungen des alternden Wayne Gretzky sowie des Torhüters Grant Fuhr. Erneut schieden die St. Louis Blues jedoch in der ersten Runde der Playoffs aus. Gretzky verließ das Team in Richtung New York Rangers, Keenan wurde schon im Dezember 1996 entlassen. Im Juni 1997 wurde schließlich der aktuelle GM Larry Pleau verpflichtet, doch auch er konnte den Weggang von Brett Hull im folgenden Jahr nicht verhindern.
Mit Spielern wie Chris Pronger, Pavol Demitra, Pierre Turgeon, Al MacInnis und Torhüter Roman Turek erreichten die Blues in der Saison 1999/2000 einen neuen Teamrekord mit 114 Punkten, was ihnen zudem die Presidents’ Trophy als beste Mannschaft der regulären Saison einbrachte. Dennoch konnten sie diese Leistung erneut nicht in den Playoffs abrufen, wo man in der ersten Runde von den San Jose Sharks in sieben Spielen besiegt wurde. 2001 erreichten die Blues das Playoff-Finale der Western Conference, dort unterlagen sie allerdings dem späteren Stanley-Cup-Sieger Colorado Avalanche. Auch in den folgenden zwei Spielzeiten erreichte das Franchise zwar die Finalrunde, ohne jedoch einmal die zweite Runde zu überstehen.
Nach der Lockout-Saison 2004/05 verpassten die Blues 2006 zum ersten Mal seit 1980 wieder die Playoffs, was bis dato die zweitlängste Serie im gesamten US-amerikanischen Profisport darstellte. Zudem sank die durchschnittliche Zuschauerzahl von 18.000 auf ca. 12.000 pro Spiel.
1999 wurden die Mannschaft von der Wal-Mart-Erbin Nancy Walton Laurie und ihrem Mann Bill gekauft, am 17. Juni 2005 kündigten die beiden jedoch an, das Team wieder abgeben zu wollen. 2006 wurde das Franchise schließlich nach einiger Verhandlungszeit an SCP Worldwide, einer Investment-Gruppe um den ehemaligen Präsident des Madison Square Garden, Dave Checketts sowie TowerBrook Capital Partners übergeben.

### Der Neuanfang (2006 bis 2011)

Das zur Saison 2008/09 eingeführte Alternativ-Logo

Nach der Saison 2005/06, in der die Blues die schlechteste Punktebilanz der ganzen Liga aufwiesen, konzentrierte sich das neue Management auf den Neuanfang der Franchise. Der frühere NHL-Torhüter John Davidson wurde zum Präsidenten der Profiabteilung des Clubs ernannt, wodurch Larry Pleau nun nur noch eine hauptsächlich beratende Funktion übernahm. Davidson stellte auch ein konkurrenzfähiges Entwicklungsprogramm unter dem Headscout Jarmo Kekäläinen zusammen. Im NHL Entry Draft 2006 konnten die Blues aufgrund der schlechten Platzierung in der Vorsaison den ersten Spieler des Drafts wählen. Sie entschieden sich für den US-amerikanischen Verteidiger Erik Johnson. In der Transferzeit im Sommer 2006 wurden mit Jay McKee, Bill Guerin, Doug Weight und Manny Legace erfahrene Spieler zur Verstärkung des Kaders verpflichtet. Zu Beginn der Saison 2006/07 schienen die Blues in der Central Division wieder konkurrenzfähig zu sein. Die Mannschaft wurde jedoch während dieser Spielzeit oft von Verletzungen geplagt. Zudem fehlte ein echter Torjäger. Das Ende des Kalenderjahres wurde durch eine Serie mit elf Niederlagen in Folge abgeschlossen. Am 11. Dezember 2006 entließen die Blues Cheftrainer Mike Kitchen und ersetzten ihn durch den ehemaligen Cheftrainer der Los Angeles Kings, Andy Murray. Trotz einer Verbesserung von 24 Punkten gegenüber der Vorsaison erreichte das Team das zweite Jahr in Folge die Playoffs nicht.
Da sich das Verpassen der Playoffs bereits über einige Wochen abgezeichnet hatte, tauschten die Blues kurz vor der Trade Deadline im Februar 2007 einige Schlüsselspieler, darunter Bill Guerin und Keith Tkachuk gegen Draftpicks, um in den kommenden Drafts den Wiederaufbau eines konkurrenzfähigen Teams mit talentierten Spielern fortzusetzen. Dennis Wideman wurde gegen den Torjäger Brad Boyes von den Boston Bruins getauscht. Im Sommer 2007 unterzeichnete der Free Agent Paul Kariya einen Dreijahresvertrag im Wert von 18 Millionen US-Dollar. Ebenfalls wurde der Vertrag mit Verteidiger Barret Jackman um ein Jahr verlängert. Kapitän Dallas Drake wechselte zu den Detroit Red Wings. Dafür wurde Keith Tkachuk für die neue Saison erneut unter Vertrag genommen.
Am 2. Oktober 2007 stellten die Blues den Saisonstartkader fertig, zu dem auch die Rookies David Perron, Steve Wagner und Erik Johnson gehörten. Zwei Monate später tauschten die Blues Doug Weight im Rahmen eines Transfers mit den Anaheim Ducks gegen Andy McDonald. Am 8. Februar 2008 wurde bekannt gegeben, dass Verteidiger Eric Brewer zum 19. Kapitän des Teams gewählt wurde, nachdem das Team einen Großteil der Saison ohne Kapitän bestritt. Die Blues tauschten später den erfahrenen Verteidiger Bryce Salvador gegen den Enforcer und aus St. Louis stammenden Cam Janssen der New Jersey Devils. Zwei Tage später debütierte er mit der Nummer 55 gegen die Phoenix Coyotes. Brad Boyes erreichte in dieser Saison als schnellster Blues-Spieler seit Brett Hull die 40-Tore-Marke. Dennoch qualifizierten sich die Blues auch im Frühling 2008 erneut wieder nicht für die Playoffs. Im NHL Entry Draft 2008 konnten die Blues in der ersten Runde erneut wieder früh wählen. Sie entschieden sich an Position vier in der ersten Runde für den Verteidiger Alex Pietrangelo.
Nachdem die Blues die erste Hälfte der Saison 2008/09 auf oder nahe dem unteren Ende der Rangliste der Western Conference verbracht hatten, begann sich die Situation zu verbessern. Am 18. November 2008 tauschten die Blues Spieler mit den Toronto Maple Leafs. Während die Blues Carlo Colaiacovo und Alexander Steen erhielten, wurde Lee Stempniak nach Toronto transferiert. Nach einer starken zweiten Halbzeit sicherten sich die Blues am 10. April 2009 die Teilnahme an den Playoffs mit einem 3:1-Sieg gegen die Columbus Blue Jackets. Am 12. April 2009 erreichten die Blues den sechsten Platz in der Western Conference mit einem 1:0-Sieg gegen die Colorado Avalanche. Zum ersten Mal seit fünf Jahren (also seit der Vor-Lockout Saison 2003/04) standen die Blues wieder in den Playoffs. Gegner in der ersten Runde waren die Vancouver Canucks. Die Blues verloren die Serie klar in vier Spielen.
Die Blues entließen Cheftrainer Andy Murray am 2. Januar 2010 nach einer enttäuschenden ersten Hälfte der Saison 2009/10 auf Platz zwölf der Western Conference liegend. Interimistisch wurde Davis Payne der Nachfolger für den Rest der Saison. Am 14. April 2010 wurde er zum 23. Cheftrainer in der Geschichte des Blues ernannt. Trotz dem Wechsel auf der Cheftrainerposition wurden die Playoffs in diesem Jahr nicht erreicht.
Im NHL Entry Draft 2010 konnten die Blues durch einen, während dem Anlass, durchgeführten Transfer mit den Ottawa Senators in der ersten Runde zweimal wählen. Die Senators erhielten den jungen Verteidiger David Rundblad und gaben dafür ihr Wahlrecht in der ersten Runde an die Blues ab, welche mit diesem Draftpick den russischen Stürmer Wladimir Tarassenko wählten. Mit dem eigenen Draftpick wurde zusätzlich der Stürmer Jaden Schwartz ausgewählt. Am 1. Juli 2010 wurde Doug Armstrong zum neuen General Manager ernannt.
Die Saison 2010/11 war von Beginn weg mit Verletzungen von Schlüsselspielern durchzogen. Am 19. Februar 2011 wurden Erik Johnson und Jay McClement gegen Chris Stewart und Kevin Shattenkirk, sowie Draftpicks mit den Colorado Avalanche getauscht. Hinsichtlich der Playoff-Qualifikation konnte dieser Transfer aber auch nicht weiterhelfen, da die Playoffs erneut verpasst wurden. Am 17. März 2011 wurde bekannt gegeben, dass die St. Louis Blues erneut zum Verkauf stehen.

### Der Wendepunkt, gefolgt vom ersten Stanley-Cup-Gewinn (seit 2011)
Im NHL Entry Draft 2011 wurde der Torhüter Jordan Binnington in der dritten Runde ausgewählt. Später in der Transfer-Phase im Sommer 2011 konnte das Team einige wichtige Free Agents verpflichten, darunter Brian Elliott, Scott Nichol, Kent Huskins, Jason Arnott und Jamie Langenbrunner. Nach einem mäßigen Start in die Saison entließen die Blues ihren Cheftrainer Davis Payne und ernannten Ken Hitchcock am 6. November 2011 zu seinem Nachfolger. David Backes wurde zum neuen und 20. Mannschaftskapitän der Franchise ernannt.
Mit dem neuen Cheftrainer wurde der weitere Verlauf der Saison deutlich verbessert. Am 17. März 2012 erreichten die Blues unter Hitchcock als erstes Team der Saison 2011/12 100 Punkte und erreichten zum ersten Mal seit 2009 wieder die Playoffs. In der Western Conference schlossen sie hinter den Vancouver Canucks die Qualifikation auf Platz zwei ab. Während der Playoffs im Frühling 2012 gewannen sie ihre erste Playoff-Serie seit 2002, indem sie die San Jose Sharks in fünf Spielen besiegten. In der zweiten Runde setzten sich allerdings die späteren Stanley-Cup-Sieger, die Los Angeles Kings, durch. Am 10. Mai 2012 wurde bekannt gegeben, dass die, in St. Louis ansässige, SLB Acquisition Holdings LLC, um den Geschäftsmann Tom Stillman die St. Louis Blues inklusive deren AHL-Farmteam Peoria Rivermen erwerben werde.
Im Jahr 2013 beendeten die Blues die Lockout-verkürzte Saison 2012/13 auf dem vierten Platz der Western Conference. Dies nachdem die Blues am 1. April mit den Calgary Flames einen Transfer für Jay Bouwmeester arrangieren konnten. In den anschließenden Playoffs wurde das Team erneut von den Los Angeles Kings besiegt, diesmal in sechs Spielen in der ersten Runde der Playoffs, trotz einer anfänglichen 2:0-Führung in der Serie.
In der folgenden Saison 2013/14 erreichte das Team zum sechsten Mal in der Franchise-Geschichte die 100-Punkte-Marke und erzielte mit 52 Siegen einen Franchise-Rekord. Zum ersten Platz in der Central Division reichte es allerdings nicht, da sie ihre letzten sechs Spiele der Qualifikation verloren. In der ersten Playoff-Serie verloren die Blues gegen den Titelverteidiger Chicago Blackhawks erneut nach einer 2:0-Führung. Dies war das zweite Jahr in Folge, in dem die Blues in der ersten Runde der Playoffs gegen den amtierenden Meister in sechs Spielen verloren, nachdem sie die Serie zuerst noch mit 2:0 angeführt hatten.
Im NHL Entry Draft 2014 wurden mit Robby Fabbri, Iwan Barbaschow und Samuel Blais drei weitere Spieler in verschiedenen Runden gewählt, welche innerhalb weniger Jahre den Sprung in das NHL-Team schaffen würden. In der Saison 2014/15 gewannen die Blues zum zweiten Mal den Titel der Central Division innerhalb von vier Jahren und traten in der ersten Runde der Playoffs 2015 gegen die Minnesota Wild an. Zum dritten Mal in Folge verloren sie jedoch in der ersten Runde und erneut in sechs Spielen. Im anschließenden Sommer wurde der Stürmer T. J. Oshie gegen Troy Brouwer der Washington Capitals transferiert. Im NHL Entry Draft 2015 wurde Verteidiger Vince Dunn in der zweiten Runde ausgewählt.
Am Ende der Saison 2015/16 belegten die Blues den zweiten Platz in der Central Division hinter den Dallas Stars. Die Blues stießen in der ersten Playoff-Runde auf den Titelverteidiger, die Chicago Blackhawks. Die Blues gewannen die Serie in sieben Spielen. In der zweiten Runde folgten die Dallas Stars, welche ebenfalls im siebten Spiel der Serie bezwungen wurden. Das Team aus St. Louis qualifizierte sich so für das erste Western-Conference-Finale seit 2001. Hier wurde die Saison der Blues durch die San Jose Sharks beendet, welche die Serie in sechs Spielen gewannen.
Am 13. Juni 2016 wurde bekannt gegeben, dass Mike Yeo nach der Saison 2016/17 Ken Hitchcock als Cheftrainer der Blues ablösen wird, da dieser seinen Rücktritt auf das Ende der anstehenden Saison verkündet hatte. Der Sommer 2016 brachte große Veränderungen für das Team, als Mannschaftskapitän David Backes die Blues verließ und zu den Boston Bruins wechselte. Torhüter Brian Elliott wurde zu den die Calgary Flames transferiert. Der erfahrene Angreifer Troy Brouwer wechselte als Free Agent ebenfalls zu den Flames. Jake Allen war nun der Starttorhüter für die Blues. Der frühere Blues-Stürmer David Perron wurde als Free Agent erneut verpflichtet. Verteidiger Alex Pietrangelo wurde für die neue Saison zum 21. Mannschaftskapitän ernannt und löste dadurch David Backes ab, welcher seit 2011 Captain der Blues war.
Die Mannschaft startete im heimischen Stadion erfolgreich in die Saison mit zehn Siegen aus den ersten 13 Heimspielen. Auswärts wurden in den ersten beiden Monaten der Saison jedoch nur drei Spiele gewonnen. Die erste Austragung eines NHL Winter Classic 2017 Spiels in St. Louis konnte das Team mit einem 4:1-Sieg gegen die Chicago Blackhawks gewinnen. Dennoch entwickelte sich der weitere Saisonverlauf für das Team schleppend. Am 1. Februar 2017 wurde in der Folge Ken Hitchcock als Trainer der Blues freigestellt. Mike Yeo übernahm damit den Posten als Cheftrainer früher als geplant. Nach diesem Wechsel auf der Trainerposition startete das Team zu einem beeindruckenden Lauf und konnte bis zum Ende der Saison die meisten Punkte in der Liga seit dem 1. Februar 2017 sammeln. In den Playoffs trafen die Blues in der ersten Runde auf die Minnesota Wild und gewannen die Serie in fünf Spielen. In der zweiten Runde trafen die Blues auf die Nashville Predators und schieden in sechs Spielen aus.
Im Sommer 2017 verloren die Blues David Perron über den Expansion Draft an die Vegas Golden Knights. Mit den Philadelphia Flyers konnte ein Transfer für den Stürmer Brayden Schenn abgeschlossen werden. Im Gegenzug erhielten die Flyers Jori Lehterä und Draftpicks. Im NHL Entry Draft 2017 wählten die Blues in der ersten Runde den Stürmer Robert Thomas. In die Saison startete das Team mit einigen verletzten Spielern. Noch vor dem Saisonstart verloren die Blues Robby Fabbri, welcher eine Knieverletzung erlitt und bereits zu diesem frühen Zeitpunkt für die gesamte Saison ausfallen sollte. Die Stürmer Patrik Berglund und Alexander Steen waren beim Saisonstart aufgrund von erlittenen Verletzungen aus der Vorsaison bzw. der Sommerpause ebenfalls noch rekonvaleszent. Trotz dieser Verluste startete das Team mit 21 Siegen aus den ersten 31 Spielen gut in die Saison. Später kamen jedoch weitere Verletzungen von Schlüsselspielern dazu. So verletzten sich zusätzlich Jay Bouwmeester und Jaden Schwartz, welche je einen großen Teil der Saison ausfielen. Die Blues transferierten Paul Stastny kurz vor Transferschluss an die Winnipeg Jets, da das Team nur 23 der bis dato letzten 51 Spiele gewann. Dennoch hatten die Blues bis zum letzten Spiel der Qualifikation Chancen für eine Playoff-Teilnahme. Dazu war ein Sieg gegen die Colorado Avalanche im letzten Saisonspiel notwendig. Nach dem Verlust von Wladimir Tarassenko aufgrund einer Verletzung während des Spiels verloren die Blues gegen die Avalanche mit 2:5. Sie verpassten so zum ersten Mal seit sieben Jahren die Playoffs.
Vor der Saison 2018/19 tauschten die Blues Vladimír Sobotka, Patrik Berglund, Tage Thompson sowie Draftpicks gegen Stürmer Ryan O’Reilly von den Buffalo Sabres. David Perron, Tyler Bozak, der in St. Louis geborene Patrick Maroon, sowie Torhüter Chad Johnson wurden als Free Agents verpflichtet. Nach einem durchzogenen Start in die Saison entließen die Blues am 19. November 2018 Cheftrainer Mike Yeo und ersetzten ihn interimistisch durch Craig Berube. Am 29. März 2019 wurden die Blues das erst siebte Team in der Geschichte der NHL seit der Saison 1967/68, welches sich für die Playoffs qualifizierte, nachdem es am 1. Januar noch auf dem letzten Platz der Tabelle lag. Am Ende der Qualifikation erreichten die Blues den dritten Platz in der Central Division hinter den Nashville Predators und den Winnipeg Jets. Auf die erstplatzierten Predators hatte die Mannschaft aus St. Louis zum Schluss nur noch einen Punkt Rückstand und hätte nach der furiosen Aufholjagd seit Anfang Jahr in der Tabelle fast noch den ersten Platz in der Central Division erreicht. In der ersten Playoff-Runde traf das Team auf die Winnipeg Jets. Die Blues entschieden diese Serie in sechs Spielen für sich. In der zweiten Runde folgten die Dallas Stars, welche in der Qualifikation den ersten Wildcard-Platz in der Central Division erreicht hatten. Die Blues setzten sich in sieben Spielen gegen Dallas durch. Das Team stand so, wie zuletzt im Jahre 2016, im Western-Conference-Finale gegen die San Jose Sharks. St. Louis benötigte in dieser Serie sechs Spiele, um das erste Stanley-Cup-Finale der Franchise seit 1970 zu erreichen. Mit einem 3:2-Auswärtssieg gewannen die Blues am 29. Mai 2019 das erste Spiel der Franchise-Geschichte in einer Stanley-Cup-Final-Serie, nachdem sie in den drei einzigen vorherigen Serien (1968–1970) jeweils mit 4:0 besiegt wurden. Am 12. Juni 2019 besiegten die Blues die Bruins auswärts in Boston mit 4:1 im siebten Spiel und gewannen so den ersten Stanley Cup in der Clubgeschichte. Bis zu diesem Zeitpunkt waren die Blues das älteste noch verbliebene Expansion Team von 1967, welches den Stanley Cup noch nie gewinnen konnte.
Craig Berube, welcher nach der Freistellung von Mike Yeo das Team interimistisch zum ersten Stanley-Cup-Titel der Clubgeschichte führte, erhielt am 24. Juni 2019 einen Vertrag über drei Jahre als Cheftrainer der Blues. Im Dezember 2023 allerdings wurde er entlassen und vorerst interimsweise durch Drew Bannister ersetzt, der im Mai 2024 fest installiert wurde.

## Spielstätten

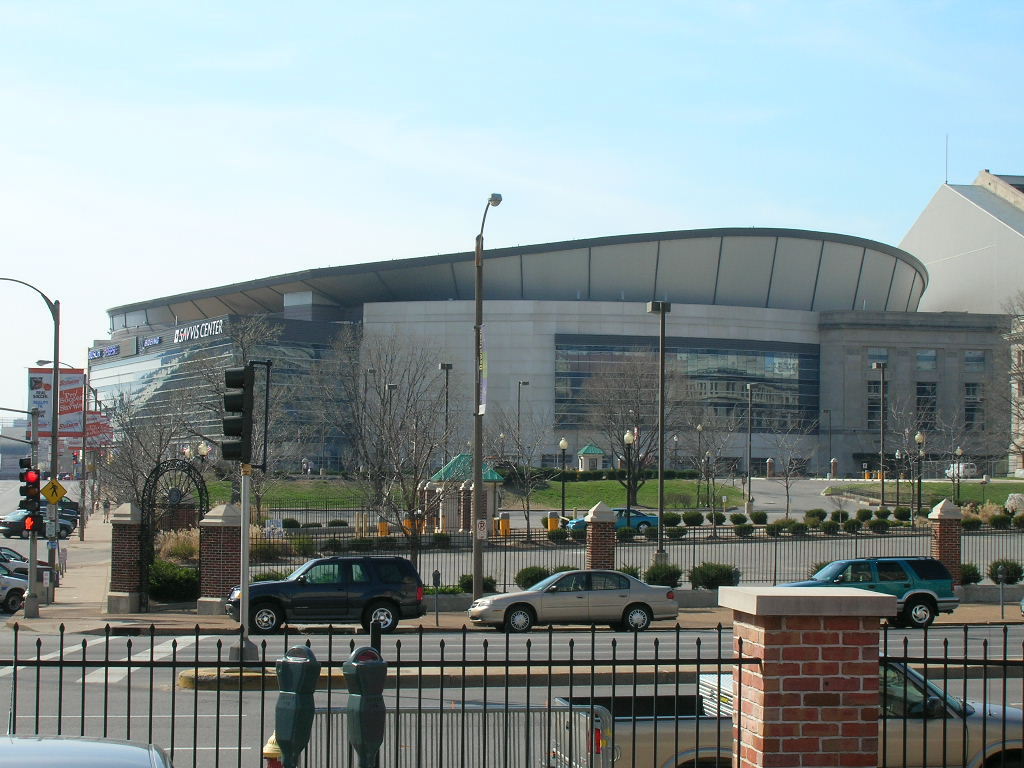
Enterprise Center

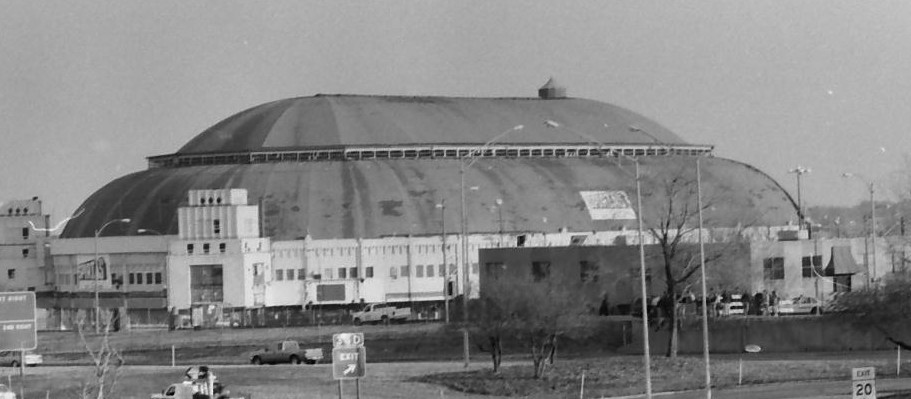
In der St. Louis Arena spielten die Blues 27 Jahre.

Die Blues tragen ihre Heimspiele seit 1994 im Enterprise Center, einer 19.022 Zuschauer fassenden Multifunktionsarena, aus. Die als Kiel Center eröffnete Halle trug den Namen nach dem ehemaligen Bürgermeister der Stadt, Henry Kiel. Von 2000 bis 2006 war die Arena nach dem Kommunikationsunternehmen Savvis, Savvis Center, benannt. 2006 kaufte die Firma Scottrade die Namensrechte an der Arena. Im Mai 2018 erhielt Enterprise die Namensrechte. Das Stadion hat eine der qualitativ besten Eisflächen der NHL.
Von 1967 bis 1994 spielte der Klub in der 1929 eröffneten St. Louis Arena, die bei Eishockeyveranstaltungen eine Kapazität von knapp 20.000 Plätzen bot. Von 1977 bis 1983 trug die Arena den Namen The Checkerdome. Nachdem in der Nähe der Arena das Kiel Auditorium abgerissen wurde, um mit dem Kiel Center einer modernen Halle Platz zu machen, war die St. Louis Arena, die von der Bevölkerung The Barn genannt wurde, nicht mehr konkurrenzfähig. Nach dem Umzug der Blues wurde das Gebäude 1999 abgerissen.

## Maskottchen
Das Maskottchen der St. Louis Blues heißt Louie. Er wurde am 10. Oktober 2007 vorgestellt. Am 3. November 2007 wählten die Fans auf der Blues-Website seinen Namen. Louie ist ein blauer Eisbär und trägt ein Blues-Trikot mit seinem Namen auf der Rückseite und den Zahlen „00“.

## Erfolge und Ehrungen

### Sportliche Erfolge
| Stanley Cup               |                                    |
| Saison                    |                                    |
| 2018/19                   |                                    |
| Presidents’ Trophy        |                                    |
| Saison                    |                                    |
| 1999/00                   |                                    |
| Conference Championships  | Saison                             |
| Clarence S. Campbell Bowl | 1968/69, 1969/70, 2018/19          |
| Division Championships    | Saison                             |
| Western Division          | 1968/69, 1969/70                   |
| Smythe Division           | 1976/77, 1980/81                   |
| Norris Division           | 1984/85, 1986/87                   |
| Central Division          | 1999/00, 2011/12, 2014/15, 2019/20 |

Nach der Erweiterung der NHL stellten sich schnell die ersten Erfolge für die St. Louis Blues ein. In den ersten drei Jahren nach der Erweiterung waren die Blues jeweils das Team, das in der Finalserie um den Stanley Cup eines der alten NHL-Teams herausfordern durfte. Nachdem sie dort zweimal 4:0 gegen die Montreal Canadiens unterlegen gewesen waren, gelang auch im dritten Jahr kein Sieg in den Finalspielen, als der Gegner Boston Bruins hieß. Nachdem die Blues in ihrer zweiten und dritten Saison bestes Team ihrer Division waren, gewannen sie zweimal die Clarence S. Campbell Bowl. Der erste Stanley-Cup-Gewinn gelang im Jahre 2019 gegen die Boston Bruins.
Weitere vier Male beendeten die Blues als Gewinner ihrer Division die reguläre Saison, ohne in den Playoffs einen entsprechenden Erfolg aufweisen zu können. In der Saison 1999/00 feierten die Blues wieder einen großen Erfolg, mit dem ersten Platz nach Beendigung der regulären Saison und dem damit verbundenen Gewinn der Presidents’ Trophy. Mit 51 Siegen in 82 Saisonspielen führten die Blues die Liga an und belegten die Spitzenposition mit sechs Punkten Vorsprung auf die Detroit Red Wings.

### Individuelle Auszeichnungen
Bill Masterton Memorial Trophy: Seine Beharrlichkeit bescherte Blake Dunlop, der sechs Jahre nach seinem Draft endlich den Durchbruch schaffte, aus. Jamie McLennan hatte eine Meningitis überstanden und war in die NHL zurückgekehrt.
- 1981 – Blake Dunlop
- 1998 – Jamie McLennan

Calder Memorial Trophy: Trotz vieler Talente, die bei den Blues ihre Karriere begonnen hatten, war Barret Jackman 2003 der erste Top-Rookie, den man in St. Louis hervorgebracht hatte.
- 2003 – Barret Jackman

Conn Smythe Trophy: Trotz einer Niederlage in den Finals wurde Glenn Hall als bester Spieler der Playoffs ausgezeichnet. Ihm folgte Ryan O’Reilly fast 50 Jahre später.
- 1968 – Glenn Hall
- 2019 – Ryan O’Reilly

Frank J. Selke Trophy: Die Auszeichnung für den besten defensiven Angreifer erhielt Rick Meagher 1990 sowie Ryan O’Reilly 2019.
- 1990 – Rick Meagher
- 2019 – Ryan O’Reilly

Hart Memorial Trophy: Nachdem in den 1980er Jahren Wayne Gretzky den Titel als MVP der NHL fast jedes Jahr gewonnen hatte, gelang es Brett Hull sich gegen ihn und Mario Lemieux durchzusetzen. 28 Jahre nach Bobby Orr war Chris Pronger der erste Verteidiger, der diesen Titel gewann.
- 1991 – Brett Hull
- 2000 – Chris Pronger

Jack Adams Award: Fast alle 10 Jahre war es ein Trainer der Blues der als bester seiner Zunft ausgezeichnet wurde.
- 1981 – Gordon „Red“ Berenson
- 1991 – Brian Sutter
- 2000 – Joel Quenneville
- 2012 – Ken Hitchcock

NHL General Manager of the Year Award: Diese Auszeichnung wird erst seit 2010 vergeben. Doug Armstrong war damit 2012 erst der dritte General Manager, der diese Auszeichnung gewann.
- 2012 – Doug Armstrong

James Norris Memorial Trophy: Der Umbruch der Generationen wurde hier im Kader der Blues widergespiegelt. Ein Jahr nach Al MacInnis wurde der elf Jahre jüngere Chris Pronger zum besten Verteidiger der NHL gewählt.
- 1999 – Al MacInnis
- 2000 – Chris Pronger

King Clancy Memorial Trophy: Für seine Führungsqualitäten auf und abseits des Eises wurde Kelly Chase mit dieser Trophäe belohnt.
- 1998 – Kelly Chase

Lady Byng Memorial Trophy: Als erster Spieler eines Expansion Teams wurde Phil Goyette für Sportlichkeit und vorbildliches Verhalten ausgezeichnet. Brett Hull und Pavol Demitra machten es ihm nach.
- 1970 – Phil Goyette
- 1990 – Brett Hull
- 2000 – Pavol Demitra

Lester B. Pearson Award: Mike Liut war der erste Torwart, der diese Trophäe gewinnen konnte, Brett Hull konnte in diesem Jahr auch noch die Hart Memorial Trophy gewinnen.
- 1981 – Mike Liut
- 1991 – Brett Hull

Maurice Richard Trophy: Erst seit 1999 wird diese Trophäe vergeben. Dreimal in Folge war Brett Hull bester Torschütze der NHL.
- 1990 – Brett Hull
- 1991 – Brett Hull
- 1992 – Brett Hull

NHL Foundation Player Award: Für sein soziales Engagement wurde Kelly Chase geehrt. Er hatte ein Eishockeyprogramm für körperlich Behinderte ins Leben gerufen.
- 1998 – Kelly Chase

NHL Plus/Minus Award: Die Trophäe für den Spieler mit dem besten Plus/Minus-Wert, ein Indikator für Offensiv- als auch Defensivqualitäten, wurde 1992 erstmals verliehen. Dieser Wert wird seit 1968 gemessen. Paul Cavallini führte diese Wertung noch vor Einführung der Trophäe an. Chris Pronger ist zweimaliger Gewinner dieser Auszeichnung.
- 1990 – Paul Cavallini
- 1998 – Chris Pronger
- 2000 – Chris Pronger

Roger Crozier Saving Grace Award: Vor der Einführung dieser Auszeichnung im Jahr 2000, führte Curtis Joseph diese Wertung an.
- 1993 – Curtis Joseph
- 2012 – Brian Elliott

William M. Jennings Trophy: Knapp unter 2 Gegentore pro Spiel brachten Roman Turek diese Auszeichnung 2000 ein.
- 2000 – Roman Turek
- 2012 – Brian Elliott & Jaroslav Halák

Vezina Trophy: Zwei der besten Torhüter aus der Ära der Original Six hatten sich die Blues in den Kader geholt und die beiden um die 40 Jahre alten Torhüter liefen zum Ende ihrer Karriere noch einmal zu Hochform auf.
- 1969 – Glenn Hall & Jacques Plante

Dodge Ram Tough Award: Nur vier Jahre gab es diese Auszeichnung und zweimal konnte Brett Hull diese gewinnen.
- 1990 – Brett Hull
- 1991 – Brett Hull

NHL-Spieler des Jahres: Nach einer hervorragenden Saison war Brett Hull der vorletzte Gewinner dieser bis 1992 vergebenen Auszeichnung.
- 1991 – Brett Hull

NHL All-Rookie Team: In die Auswahl der besten Neulinge schaffte es sechsmal ein Spieler der Blues, natürlich darunter der Gewinner der Calder Memorial Trophy Barret Jackman.
- 1987 – Brian Benning
- 1990 – Rod Brind’Amour
- 1997 – Jim Campbell
- 2003 – Barret Jackman
- 2009 – Patrik Berglund
- 2013 – Jake Allen
- 2015 – Jake Allen
- 2016 – Colton Parayko

### NHL All-Star Game-Nominierungen
Abkürzungen: GP = Spiele, G = Tore, A = Vorlagen,
Pts = Punkte
| Name          | von – bis | GP | G | A | Pts |
| Brett Hull    | 1989–1997 | 7  | 3 | 7 | 10  |
| Garry Unger   | 1972–1978 | 7  | 1 | 3 | 4   |
| Al MacInnis   | 1996–2003 | 5  | 1 | 0 | 1   |
| Chris Pronger | 1999–2004 | 4  | 0 | 3 | 3   |
| Pavol Demitra | 1999–2002 | 3  | 3 | 0 | 3   |
| Red Berenson  | 1969–1971 | 3  | 1 | 2 | 3   |
| Brian Sutter  | 1982–1985 | 3  | 0 | 3 | 3   |
| Rob Ramage    | 1984–1988 | 3  | 0 | 0 | 0   |

Aus den Reihen der Blues standen 30 Feldspieler und sechs Torhüter im Kader eines der beiden All-Star-Teams. Die Feldspieler kamen zu 62 Einsätzen, bei denen ihnen 15 Tore und 35 Vorlagen gelangen. Die Torhüter bringen zusätzlich noch acht Einsätze mit ein. Vier Rookies oder Sophomores der Blues standen im Kader des YoungStars Game, das von 2002 bis 2009 ausgetragen wurde.
Mit sieben Teilnahmen für die Blues sind Brett Hull und Garry Unger die Spieler, die auf die meisten Teilnahmen in der Geschichte des Teams zurückblicken können. Mit zehn Punkten ist Hull der erfolgreichste Spieler. Seine sieben Vorlagen werden auch von keinem anderen erreicht. Pavol Demitra erzielte wie Hull drei Treffer.
Beim All-Star Game 1968 war Torwart Glenn Hall der erste Spieler, der für St. Louis teilnahm. Ein Jahr später gelang Red Berenson dann der erste Treffer bei einem All-Star-Game. Als erster Trainer der Blues betreute Scotty Bowman 1969 ein All-Star-Team. Dreimal in Folge betreute er das Team. Es dauerte bis 2001, bis mit Joel Quenneville erneut ein Trainer der Blues für ein All-Star-Team hinter der Bande stand.
Beim All-Star Game 2001 waren mit Al MacInnis und Chris Pronger zwei Spieler der Blues nominiert, die beide verletzungsbedingt absagen mussten.
Mit Garry Unger (1974) und Brett Hull (1992) war zweimal ein Spieler der Blues wertvollster Spieler des All-Star-Games.
Beim All-Star Game 1970 war St. Louis erstmals Gastgeber. Es war das erste All-Star-Game, das nicht im Stadion eines der Original-Six-Teams ausgetragen wurde. Als das All-Star Game 1988 erneut in St. Louis ausgetragen wurde, gab es erstmals ein individuelles Logo für das Spiel, in dem der Gateway Arch, das Wahrzeichen der Stadt, mit einbezogen war.

### Franchiserekorde
Im Folgenden werden ausgewählte Spielerrekorde des Franchise sowohl über die gesamte Karriere als auch über einzelne Spielzeiten aufgeführt.

#### Karriere
|                                   | Name           | Anzahl                                  |
| Meiste Spiele                     | Bernie Federko | 927 (in 13 Spielzeiten)                 |
| Meiste aufeinanderfolgende Spiele | Garry Unger    | 662 (7. Februar 1971 bis 8. April 1979) |
| Meiste Tore                       | Brett Hull     | 527                                     |
| Meiste Vorlagen                   | Bernie Federko | 721                                     |
| Meiste Punkte                     | Bernie Federko | 1.073 (352 Tore + 721 Vorlagen)         |
| Meiste Strafminuten               | Brian Sutter   | 1.786                                   |
| Meiste Shutouts                   | Brian Elliott  | 25                                      |

#### Saison
|                               | Name              | Anzahl                      | Saison  |
| Meiste Tore                   | Brett Hull        | 86                          | 1990/91 |
| Meiste Vorlagen               | Adam Oates        | 90                          | 1990/91 |
| Meiste Punkte                 | Brett Hull        | 131 (86 Tore + 45 Vorlagen) | 1990/91 |
| Meiste Punkte als Rookie      | Jörgen Pettersson | 73 (37 Tore + 36 Vorlagen)  | 1980/81 |
| Meiste Punkte als Verteidiger | Jeff Brown        | 78 (25 Tore + 53 Vorlagen)  | 1992/93 |
| Meiste Strafminuten           | Bob Gassoff       | 306                         | 1975/76 |
| Meiste Siege als Torhüter     | Roman Turek       | 42                          | 1999/00 |

## Trainer

### Expansion-Jahre (1967–1983)
Abkürzungen: GC = Spiele, W = Siege, L = Niederlagen, T = Unentschieden, OTL = Nieder-
lagen nach Overtime, Pts = Punkte, Win % = Siegquote
| Name            | Saison            | Reguläre Saison | Reguläre Saison | Reguläre Saison | Reguläre Saison | Reguläre Saison | Reguläre Saison | Playoffs | Playoffs | Playoffs |
| Name            | Saison            | GC              | W               | L               | T               | Pts             | Win %           | GC       | W        | L        |
| Lynn Patrick    | 1967/68*          | 16              | 4               | 10              | 2               | 10              | .250            | —        | —        | —        |
| Scotty Bowman   | 1967/68*–1970/71* | 238             | 110             | 83              | 45              | 265             | .462            | 52       | 26       | 26       |
| Al Arbour       | 1970/71*–1971/72* | 94              | 10              | 34              | 20              | 100             | .106            | 11       | 4        | 7        |
| Sid Abel        | 1971/72*          | 10              | 3               | 6               | 1               | 7               | .300            | —        | —        | —        |
| Bill McCreary   | 1971/72*          | 24              | 6               | 14              | 4               | 16              | .250            | —        | —        | —        |
| Al Arbour       | 1971/72*–1972/73* | 13              | 2               | 6               | 5               | 9               | .154            | —        | —        | —        |
| Jean-Guy Talbot | 1972/73*–1973/74* | 120             | 52              | 53              | 15              | 119             | .433            | 5        | 1        | 4        |
| Lou Angotti     | 1973/74*–1974/75* | 32              | 6               | 20              | 6               | 18              | .188            | —        | —        | —        |
| Lynn Patrick**  | 1974/75*          | 2               | 1               | 0               | 1               | 3               | .500            | —        | —        | —        |
| Garry Young     | 1974/75*–1975/76* | 98              | 41              | 41              | 16              | 98              | .418            | 2        | 0        | 2        |
| Lynn Patrick**  | 1975/76*          | 8               | 3               | 5               | 0               | 6               | .375            | —        | —        | —        |
| Leo Boivin      | 1975/76*          | 43              | 17              | 17              | 9               | 43              | .395            | 3        | 1        | 2        |
| Emile Francis   | 1976/77           | 80              | 32              | 39              | 9               | 73              | .400            | 4        | 0        | 4        |
| Leo Boivin      | 1977/78*          | 54              | 11              | 36              | 7               | 29              | .204            | —        | —        | —        |
| Barclay Plager  | 1977/78*–1979/80* | 134             | 35              | 71              | 28              | 98              | .261            | —        | —        | —        |
| Red Berenson    | 1979/80*–1981/82* | 204             | 100             | 72              | 32              | 232             | .490            | 14       | 5        | 9        |
| Emile Francis   | 1981/82*–1982/83* | 44              | 14              | 25              | 5               | 33              | .318            | 10       | 5        | 5        |
| Barclay Plager  | 1982/83*          | 48              | 15              | 21              | 12              | 42              | .313            | 4        | 1        | 3        |

* Wechsel während der laufenden Saison;
** Interimstrainer

### Seit 1983
| Name             | Saison            | Reguläre Saison | Reguläre Saison | Reguläre Saison | Reguläre Saison | Reguläre Saison | Reguläre Saison | Reguläre Saison | Playoffs | Playoffs | Playoffs |
| Name             | Saison            | GC              | W               | L               | T               | OTL             | Pts             | Win %           | GC       | W        | L        |
| Jacques Demers   | 1983/84–1985/86   | 240             | 106             | 106             | 28              | —               | 240             | .442            | 33       | 16       | 17       |
| Jacques Martin   | 1986/87–1987/88   | 160             | 66              | 71              | 23              | —               | 155             | .413            | 16       | 7        | 9        |
| Brian Sutter     | 1988/89–1991/92   | 320             | 153             | 124             | 43              | —               | 349             | .478            | 41       | 20       | 21       |
| Bob Plager       | 1992/93*          | 11              | 4               | 6               | 1               | —               | 9               | .364            | —        | —        | —        |
| Bob Berry        | 1992/93*–1993/94  | 157             | 73              | 63              | 21              | —               | 167             | .465            | 15       | 7        | 8        |
| Mike Keenan      | 1994/95–1996/97*  | 163             | 75              | 66              | 22              | —               | 172             | .460            | 20       | 10       | 10       |
| Jim Roberts      | 1996/97*          | 9               | 3               | 3               | 3               | —               | 9               | .333            | —        | —        | —        |
| Joel Quenneville | 1996/97*–2003/04* | 593             | 307             | 191             | 77              | 18              | 709             | .518            | 68       | 34       | 34       |
| Mike Kitchen     | 2003/04*–2006/07* | 129             | 38              | 70              | 4               | 17              | 97              | .295            | —        | —        | —        |
| Andy Murray      | 2006/07*–2009/10* | 260             | 118             | 102             | —               | 40              | 276             | .531            | 4        | 0        | 4        |
| Davis Payne      | 2009/10*–2011/12* | 137             | 67              | 55              | —               | 15              | 149             | .544            | —        | —        | —        |
| Ken Hitchcock    | 2011/12*–2016/17* | 413             | 248             | 124             | —               | 41              | 537             | .652            | 47       | 20       | 27       |
| Mike Yeo         | 2016/17*–2018/19* | 133             | 73              | 49              | —               | 11              | 157             | .595            | 11       | 6        | 5        |
| Craig Berube     | seit 2018/19*     | 382             | 206             | 132             | —               | 44              | 456             | .597            | 51       | 24       | 27       |
| Drew Bannister   | 2023/24*–2024/25* | 76              | 39              | 31              | —               | 6               | 84              | .553            | —        | —        | —        |
| Jim Montgomery   | seit 2024/25*     | 60              | 35              | 18              | —               | 7               | 77              | .642            | 7        | 3        | 4        |

## General Manager
In ihrer Franchise-Geschichte beschäftigten die St. Louis Blues bisher zehn verschiedene General Manager.
Zur Saison 1967/68 verpflichteten die Blues den NHL-erfahrenen Lynn Patrick, der neben dem Posten des General Managers auch kurzzeitig den des Cheftrainers ausfüllte. Nach nur einem Jahr im Amt als General Manager wechselte Patrick ins Präsidium und übergab seine Zuständigkeiten für die folgenden drei Spielzeiten an Scotty Bowman, den er zuvor schon zum Cheftrainer befördert hatte. Als Bowman das Franchise nach der Spielzeit 1970/71 im Streit verließ, kehrte Patrick für ein Jahr auf den GM-Posten zurück.
| Name          | Saison          |
| Lynn Patrick  | 1967/68         |
| Scotty Bowman | 1968/69–1970/71 |
| Lynn Patrick  | 1971/72         |
| Sid Abel      | 1972/73         |
| Charles Catto | 1973/74         |
| Gerry Ehman   | 1974/75         |
| Dennis Ball   | 1975/76         |

| Name           | Saison           |
| Emile Francis  | 1976/77–1982/83  |
| Ron Caron      | 1983/84–1993/94  |
| Mike Keenan    | 1994/95–1996/97* |
| Ron Caron      | 1996/97*         |
| Larry Pleau    | 1997/98–2009/10  |
| Doug Armstrong | seit 2010/11     |

In den folgenden vier Spielzeiten stellte sich auf der Position wenig Kontinuität ein, da in jeder Spielzeit zwischen 1972 und 1976 ein anderer Name den Posten bekleidete. Namentlich waren dies Sid Abel, Charles Catto, Gerry Ehman und Dennis Ball. Erst mit Emile Francis, der im Sommer 1976 in die Südstaaten-Metropole geholt wurde, kehrte wieder Beständigkeit ein. Francis blieb insgesamt sechs Spielzeiten im Amt und übergab selbiges 1983 an Ron Caron.
Caron konnte in den folgenden zehn Spieljahren das Team mit guten Geschäften in der oberen Hälfte der Liga platzieren sowie mit Brett Hull, Al MacInnis, Curtis Joseph, Brendan Shanahan und anderen namhafte Spieler verpflichten. Trotzdem blieben größere Erfolge aus, woraufhin Mike Keenan im Sommer 1994 als GM und Cheftrainer unter Vertrag genommen wurde. Keenan veränderte das Gesicht des Teams in den folgenden zwei Jahren nachhaltig, da er langjährige und verdiente Spieler an andere Klubs abgab und dafür alternde Starspieler wie Wayne Gretzky und Grant Fuhr verpflichtete, die sich nicht mit der Mannschaft identifizierten. Nach zweimaligem frühem Scheitern in den Playoffs in den Jahren 1995 und 1996 musste Keenan das Franchise nach einem schlechten Start in die Saison 1996/97 verlassen, was Ron Caron für den Rest der Spielzeit noch einmal auf den Posten zurückkehren ließ. Zudem überwarf sich Keenan mit Brett Hull, was diesen dazu veranlasste im Sommer 1997 nach Dallas zu wechseln.
Am 9. Juni 1997 übernahm schließlich Larry Pleau die Aufgaben des General Managers. Mit Ausnahme von Hull konnte er das Team zusammenhalten, das sich am Ende der 1990er und Anfang der 2000er Jahre zu einem ernsthaften Kandidaten auf den Stanley-Cup-Gewinn entwickelte. Der Gewinn blieb jedoch aus. Als 2004 erstmals seit 1980 die Playoffs verpasst wurden und einige unpopuläre Personalentscheidungen getroffen wurden, endete die erfolgreiche Zeit der Blues und die Mannschaft fand sich stets im unteren Drittel der Liga wieder, weiterhin mit Pleau in der Funktion des GMs.
Am 1. Juli 2010 wurde Doug Armstrong als neuer General Manager der Blues eingesetzt.

## Spieler

### Kader der Saison 2025/26
Stand: 22. Juni 2025
| Nr. | Nat.               | Spieler              | Pos. | Geburtsdatum       | in Org. seit | Geburtsort                      |
| --- | ------------------ | -------------------- | ---- | ------------------ | ------------ | ------------------------------- |
| 50  | Kanada             | Jordan Binnington    | G    | 11. Juli 1993      | 2012         | Richmond Hill, Ontario, Kanada  |
| 30  | Kanada             | Joel Hofer           | G    | 30. Juli 2000      | 2019         | Winnipeg, Manitoba, Kanada      |
| 6   | Schweden           | Philip Broberg       | D    | 25. Juni 2001      | 2024         | Örebro, Schweden                |
| 72  | Vereinigte Staaten | Justin Faulk – A     | D    | 20. März 1992      | 2019         | South St. Paul, Minnesota, USA  |
| 17  |                    | Cam Fowler           | D    | 5. Dezember 1991   | 2024         | Windsor, Ontario, Kanada        |
| 47  | Vereinigte Staaten | Torey Krug           | D    | 12. April 1991     | 2020         | Livonia, Michigan, USA          |
| 4   | Vereinigte Staaten | Nick Leddy           | D    | 20. März 1991      | 2022         | Eden Prairie, Minnesota, USA    |
| 55  | Kanada             | Colton Parayko – A   | D    | 12. Mai 1993       | 2015         | St. Albert, Alberta, Kanada     |
| 22  | Vereinigte Staaten | Ryan Suter           | D    | 21. Januar 1985    | 2024         | Madison, Wisconsin, USA         |
| 75  | Kanada             | Tyler Tucker         | D    | 1. März 2000       | 2020         | Thunder Bay, Ontario, Kanada    |
| 76  | Kanada             | Zachary Bolduc       | C    | 24. Februar 2003   | 2021         | Trois-Rivières, Québec, Kanada  |
| 89  | Russland           | Pawel Butschnewitsch | LW   | 17. April 1995     | 2021         | Tscherepowez, Russland          |
| 12  | Tschechien         | Radek Faksa          | C    | 9. Januar 1994     | 2024         | Opava, Tschechien               |
| 81  | Kanada             | Dylan Holloway       | LW   | 23. September 2001 | 2024         | Calgary, Alberta, Kanada        |
| 71  | Kanada             | Mathieu Joseph       | RW   | 9. Februar 1997    | 2024         | Laval, Québec, Kanada           |
| 25  | Kanada             | Jordan Kyrou         | C    | 5. Mai 1998        | 2016         | Toronto, Ontario, Kanada        |
| 63  | Kanada             | Jake Neighbours      | LW   | 29. März 2002      | 2020         | Calgary, Alberta, Kanada        |
| 10  | Kanada             | Brayden Schenn – C   | C    | 22. August 1991    | 2017         | Saskatoon, Saskatchewan, Kanada |
| 70  | Schweden           | Oskar Sundqvist      | C    | 23. März 1994      | 2023         | Boden, Schweden                 |
| 9   | Frankreich         | Alexandre Texier     | C    | 13. September 1999 | 2024         | Grenoble, Frankreich            |
| 18  | Kanada             | Robert Thomas – A    | C    | 2. Juli 1999       | 2017         | Aurora, Ontario, Kanada         |
| 13  | Russland           | Alexei Toroptschenko | RW   | 25. Juni 1999      | 2018         | Moskau, Russland                |
| 26  | Australien         | Nathan Walker        | LW   | 7. Februar 1994    | 2019         | Cardiff, Vereinigtes Königreich |

### Mannschaftskapitäne
| Jahr      | Name           |
| 1967–1970 | Al Arbour      |
| 1970–1971 | Red Berenson   |
| 1971      | Al Arbour      |
| 1971      | Jim Roberts    |
| 1971–1976 | Barclay Plager |
| 1976      | Red Berenson   |
| 1976–1977 | Garry Unger    |
| 1977–1978 | Red Berenson   |
| 1978–1979 | Barry Gibbs    |
| 1979–1988 | Brian Sutter   |
| 1988–1989 | Bernie Federko |
| 1989–1990 | Rick Meagher   |
| 1990–1991 | Scott Stevens  |

| Jahr      | Name             |
| 1991–1992 | Garth Butcher    |
| 1992–1995 | Brett Hull       |
| 1995–1996 | Shayne Corson    |
| 1996      | Wayne Gretzky    |
| 1996–1997 | kein Kapitän     |
| 1997–2002 | Chris Pronger    |
| 2002–2004 | Al MacInnis      |
| 2005–2007 | Dallas Drake     |
| 2007–2008 | kein Kapitän     |
| 2008–2011 | Eric Brewer      |
| 2011–2016 | David Backes     |
| 2016–2020 | Alex Pietrangelo |
| 2020–2023 | Ryan O’Reilly    |
| seit 2023 | Brayden Schenn   |

In der Geschichte der St. Louis Blues gab es bisher 22 verschiedene Spieler, die das Amt des Mannschaftskapitäns innehatten.

### Mitglieder der Hockey Hall of Fame
- Doug Harvey (1973)
- Dickie Moore (1974)
- Glenn Hall (1975)
- Jacques Plante (1978)
- Dan Kelly (1989)
- Guy Lapointe (1993)
- Al Arbour (1996)
- Peter Šťastný (1998)
- Wayne Gretzky (1999)
- Joe Mullen (2000)
- Dale Hawerchuk (2001)
- Bernie Federko (2002)
- Grant Fuhr (2003)
- Al MacInnis (2007)

- Scott Stevens (2007)
- Glenn Anderson (2008)
- Brett Hull (2009)
- Doug Gilmour (2011)
- Adam Oates (2012)
- Brendan Shanahan (2013)
- Chris Pronger (2015)
- Paul Kariya (2017)
- Martin Brodeur (2018)
- Guy Carbonneau (2019)
- Václav Nedomanský (2019)
- Pierre Turgeon (2023)
- Tom Barrasso (2023)

### Gesperrte und geehrte Trikotnummern
| Nr. | Name              | Sperrungsdatum             |
| 2   | Al MacInnis       | 9. April 2006              |
| 3   | Bob Gassoff       | 1. Oktober 1977            |
| 5   | Bob Plager        | 2. Februar 2017            |
| 8   | Barclay Plager    | 24. März 1981              |
| 11  | Brian Sutter      | 30. Dezember 1988          |
| 14  | Doug Wickenheiser | nicht offiziell            |
| 16  | Brett Hull        | 5. Dezember 2006           |
| 24  | Bernie Federko    | 16. März 1991              |
| 44  | Chris Pronger     | 17. Januar 2022            |
| 99  | Wayne Gretzky     | 6. Februar 2000 (ligaweit) |

In ihrer Franchise-Geschichte haben die St. Louis Blues bisher acht Trikotnummern offiziell gesperrt. Zudem wird eine weitere inoffiziell sowie eine offiziell nicht mehr vergeben. Diese sechs gesperrten Rückennummern hängen als Banner im Scottrade Center und werden an keinen Spieler mehr vergeben.
Der erste Spieler, dem diese Ehre zuteilwurde, war Bob Gassoff, der nach dem Ende der Saison 1976/77 bei einem Motorradunfall tödlich verunglückte. 1981 folgte ihm mit Barclay Plager ein ehemaliger Mannschaftskapitän und Trainer des Teams. Als Ende 1988 auch die Rückennummer von Brian Sutter gesperrt wurde, war dieser zweitbester Scorer in der Geschichte der Blues, hinter dem zu diesem Zeitpunkt noch aktiven Bernie Federko, der zweieinhalb Jahre später, im März 1991, der vierte Spieler war, dessen Nummer gesperrt wurde.
Es dauerte 15 Jahre bis ins zum Jahr 2006, ehe die Blues erneut eine Nummer sperrten und aus dem Umlauf genommen wurden. Al MacInnis hatte die letzten zehn Jahre seiner Karriere bei den Blues verbracht und war in dieser Zeit einer der besten offensiven Verteidiger der NHL. Zum Ende 2006 wurde mit der Nummer 16 von Brett Hull die bislang letzte Nummer gesperrt. Hull war von 1987 bis 1997 einer der erfolgreichsten Angreifer in der Geschichte der Blues.
Im Februar 2017 folgte die offizielle Sperrung der Rückennummer 5 von Bob Plager, die bereits seit Jahren als geehrt galt und nicht mehr vergeben wurde. Plager spielte über zehn Jahre in St. Louis und trat auch kurzzeitig als Trainer des Teams hervor. Am 17. Januar 2022 wurde die Rückennummer 44 von Chris Pronger gesperrt.
Weiterhin wird auch die Nummer 14 von Doug Wickenheiser mit einem speziellen Banner geehrt. Die Nummer 99 ist seit dem 6. Februar 2000 zu Ehren von Wayne Gretzky in der gesamten NHL gesperrt. Zudem werden bei den Zuschaueraufgängen des Enterprise Centers die Rückennummer 7 von Red Berenson, Joe Mullen, Keith Tkachuk und Garry Unger honoriert.

### Top-10-Wahlrechte im NHL Entry Draft
| Name           | Jahr | Draft-Position |
| Gene Carr      | 1971 | 4.             |
| Wayne Merrick  | 1972 | 9.             |
| John Davidson  | 1973 | 5.             |
| Bernie Federko | 1976 | 7.             |
| Scott Campbell | 1977 | 9.             |
| Wayne Babych   | 1978 | 3.             |
| Perry Turnbull | 1979 | 2.             |

| Name             | Jahr | Draft-Position |
| Jocelyn Lemieux  | 1986 | 10.            |
| Rod Brind’Amour  | 1988 | 9.             |
| Jason Marshall   | 1989 | 9.             |
| Erik Johnson     | 2006 | 1.             |
| Alex Pietrangelo | 2008 | 4.             |
| Dalibor Dvorský  | 2023 | 10.            |

Die Spieler der frühen Draftjahre 1963 bis 1968 sind hier nicht aufgeführt.

### Franchise-Top-Punktesammler
Die zehn besten Punktesammler in der Geschichte des Franchise bis zum Ende der regulären Saison 2024/25 und der Playoffs 2025.
Abkürzungen: Pos = Position, GP = Spiele, G = Tore, A = Vorlagen, Pts = Punkte, P/G = Punkte pro Spiel
| Name                | Pos | Saison                                  | GP  | G   | A   | Pts  | P/G  |
| Bernie Federko      | C   | 1976/77–1988/89                         | 927 | 352 | 721 | 1073 | 1,15 |
| Brett Hull          | RW  | 1987/88–1997/98                         | 744 | 527 | 409 | 936  | 1,25 |
| Brian Sutter        | LW  | 1976/77–1987/88                         | 779 | 303 | 333 | 636  | 0,81 |
| Garry Unger         | C   | 1970/71–1978/79                         | 662 | 292 | 283 | 575  | 0,86 |
| Wladimir Tarassenko | RW  | 2012/13–2022/23                         | 644 | 262 | 291 | 553  | 0,86 |
| Alexander Steen     | LW  | 2008/09–2019/20                         | 765 | 195 | 301 | 496  | 0,65 |
| Pavol Demitra       | RW  | 1996/97–2003/04                         | 494 | 204 | 289 | 493  | 0,99 |
| David Perron        | RW  | 2007/08–2012/13 2016/17 2018/19–2021/22 | 673 | 196 | 269 | 465  | 0,69 |
| David Backes        | C   | 2006/07–2015/16                         | 727 | 206 | 254 | 460  | 0,63 |
| Al MacInnis         | D   | 1994/95–2003/04                         | 613 | 127 | 325 | 452  | 0,73 |

| Name                | Pos | GP  | G  | A  | Pts | P/G  |
| Brett Hull          | RW  | 102 | 67 | 50 | 117 | 1,14 |
| Bernie Federko      | C   | 91  | 35 | 66 | 101 | 1,10 |
| Wladimir Tarassenko | RW  | 90  | 41 | 19 | 60  | 0,67 |
| Al MacInnis         | D   | 82  | 14 | 44 | 58  | 0,70 |
| Doug Gilmour        | C   | 49  | 17 | 38 | 55  | 1,12 |
| Jaden Schwartz      | D   | 88  | 26 | 28 | 54  | 0,61 |
| Chris Pronger       | D   | 85  | 10 | 41 | 51  | 0,60 |
| Alex Pietrangelo    | D   | 92  | 8  | 43 | 51  | 0,55 |
| Ryan O’Reilly       | LW  | 51  | 19 | 30 | 49  | 0,96 |
| David Perron        | RW  | 77  | 22 | 26 | 48  | 0,62 |